# كيم سيون
كيم سيون (بالكورية: 김시은)‏ هي ممثلة كورية جنوبية. ولدت يوم 19 يناير 1999 في غويانغ في كوريا الجنوبية.

## الأعمال

### أفلام
| السنة | الفيلم       | الدور |
| ----- | ------------ | ----- |
| 2022  | سوهي التالية | سوهي  |

### مسلسلات
| السنة | الفيلم               | الدور      |
| ----- | -------------------- | ---------- |
| 2022  | المدرب العقلي جي غال | جو جي يونغ |
| 2025  | تقليد                |            |

## روابط خارجية
- كيم سيون على موقع IMDb (الإنجليزية)
- كيم سيون على موقع قاعدة بيانات الفيلم (الإنجليزية)